# Liste von Fagottisten
Diese Liste enthält, alphabetisch geordnet, Musiker und Musikerinnen, die Fagott spielen oder spielten.

## In der Geschichte
- Georg Friedrich Brandt, Widmungsträger von Carl Maria von Webers Konzert
- Victor Bruns (1904–1996), Fagottist der Staatskapelle Berlin und Komponist
- Hugo Burghauser (1896–1982), Wiener Philharmoniker, Widmungsträger von Richard Strauss’ Duett-Concertino
- Archie Camden (1888–1979)
- François Devienne (1759–1803)
- Désiré-Hippolyte Dihau, auf Edgar Degas’ L’Orchestre de l’Opéra
- Thaddäus von Dürnitz (1756–1803), Gelegenheitskomponist; Widmungsträger der Klaviersonate Nr. 6 D-Dur KV 284 (205b) (Dürnitz-Sonate) von Mozart
- Johann Friedrich Lampe (1703–1751)
- Ludwig Milde (1849–1913), tschechischer Fagottist, Komponist und Hochschullehrer
- Etienne Ozi (1754–1813), Verfasser der ersten didaktischen Fagottschule
- Der Mannheimer Virtuose Georg Wenzel Ritter (1748–1808), Widmungsträger der Sinfonia Concertante von Mozart
- Carl Schaefer (1876–1954)
- Julius Weissenborn (1837–1888), Solo-Fagottist am Gewandhausorchester Leipzig und Verfasser von Schulwerken für Fagott

## Auf modernen Instrumenten
- Wolodymyr Apatskyj (1928–2018)
- Sergio Azzolini (* 1967)
- Peter Bastian (1943–2017)
- Bence Bogányi (* 1976)
- Eckart Bormann
- Gwydion Brooke (1912–2005)
- Teimuraz Bukhnikashvili
- Hugo Burghauser (1896–1982)
- Paolo Calligaris
- Stefano Canuti (* 1961)
- Diego Chenna
- Benjamin Coelho
- Lindsay Cooper (1951–2013)
- Charles Cracknell (1915–1997)
- Corrado Dabbene
- Ole Kristian Dahl
- Daniele Damiano (* 1961)
- Christof Dienz (* 1968)
- Hanno Dönneweg (* 1977)
- Vernon Elliott (1912–1996)
- Krisztina Faludy (* 1958)
- Maximilian Feyertag
- Frank Forst (* 1969)
- Hugo Fox (1897–1969)
- Richard Galler
- Pascal Gallois (* 1958)
- Martin Gatt (* 1936/37)
- Elisabeth Göring (* 1982) Philharmonia Zürich
- Berthold Große
- Joy Guidry (* 1995)
- Michael Halász (* 1938)
- Oliver Hasenzahl (* 1966)
- Albrecht Holder (* 1958)
- Eckart Hübner (* 1960)
- Dag Jensen (* 1964)
- Helman Jung (* 1942)
- Kurt Kaiser (* 1922)
- Martin Kevenhörster
- Ulrich Kircheis
- Georg Klütsch (1951–2023)
- Karl Kolbinger (1921–2018)
- Clemens Königstedt
- Akio Koyama
- Christian Kunert (* 1983)
- Gordon Laing (* 1964)
- Hans Lemke (1937–2017)
- Jeffrey Lyman
- Nikolaus Maler (* 1972)
- Peter Marschat (* 1952)
- Steve Marsden
- Andrea Merenzon (* 1963)
- Gabor Meszaros (* 1963)
- Marc Minkowski (* 1962)
- Karsten Nagel
- Camillo Öhlberger (1921–2013)
- Burak Özdemir (* 1983)
- Laurence Perkins (* 1954)
- Christoph Peter
- Magdalena Peter
- David Petersen (* 1968)
- Günther Piesk, Hochschullehrer UdK Berlin
- Günter Pfitzenmaier (* 1947)
- Waleri Popow (* 1937)
- Marco Postinghel (* 1968)
- Henrik Rabien (* 1971)
- Matthias Rácz (* 1980)
- Malte Refardt (* 1974)
- Johnny Reinhard (* 1956)
- Alfred Rinderspacher (1936–2024)
- Wolfgang Rüdiger (* 1957)
- Monika Schumacher
- Johannes Schwarz
- Stefan Schweigert (* 1962)
- Rainer Schottstädt (1951–2016)
- David Seidel (* 1976)
- Werner Seltmann (1930–2024)
- Masahito Tanaka
- Marco Thinius (* 1968)
- Danny Ray Thompson (1947–2020)
- Georg ter Voert jun
- Georg ter Voert sen
- Klaus Thunemann (* 1937)
- Milan Turković (* 1939)
- Rino Vernizzi (1946–2022)
- Alexander Voigt (* 1964)
- Kim Walker
- Amaury Wallez
- Christian Walter (* 1962)
- William Waterhouse (1931–2007)
- Michael Werba (* 1955)
- Volker Werner (* 1970)
- Carsten Wilkening (* 1960)
- Katherine Young (* 1980)

## Auf historischen Instrumenten
- Axel Andrae (* 1965)
- Sergio Azzolini (* 1967)
- Kurt Kaiser (* 1922)
- David Mings (1951–2014)
- Marc Minkowski (* 1962)
- Burak Özdemir (* 1983)
- Jérémie Papasergio (* 1972)
- Adrian Rovatkay (* 1964)
- Milan Turković (* 1939)

- Kategorie:Barockfagottist

## Im Bereich Jazz/Rock/Pop
- Peter Bastian (1943–2017)
- Gianni Bedori (1930–2005)
- Karen Borca (* 1948)
- Lindsay Cooper (1951–2013)
- Fred Dutton (* 1928)
- Bunk Gardner (* 1933)
- Paul Hanson
- Dave Kurtzer (1925–2014)
- Ray Pizzi (1941–2021)
- Michael Rabinowitz (* 1955)
- Peter Schickele (1935–2024)
- Sara Schoenbeck
- Rino Vernizzi (1946–2022)